# Trainsjoch
Das Trainsjoch (1708 m ü. A./1707 m ü. NHN) ist ein Berg im Mangfallgebirge auf der Grenze zwischen Bayern und Tirol, etwa 10 km südlich von Bayrischzell östlich des Ursprungpasses.
Der Berg kann vom Ursprungpass einfach bestiegen werden. Etwas Trittsicherheit ist erforderlich, wenn man über den westlichen Kamm ansteigt. Auf dem Weg liegt die Obere Trockenbachalm (Mariandlalm), die das ganze Jahr bewirtschaftet ist. Ein weiterer einfacherer Anstieg ist von der südöstlich unterhalb gelegenen Trainsalm möglich. Der Berg wird auch gerne im Winter bestiegen.
Auf dem Gipfel steht ein Kreuz, das Panorama ist umfassend und reicht im Süden bis zu den Firngipfeln der Zentralalpenkette mit Großglockner, Großvenediger und Zillertaler Alpen. Besonders hervorzuheben ist der Blick hinüber zum markanten Kaisergebirge.

## Galerie

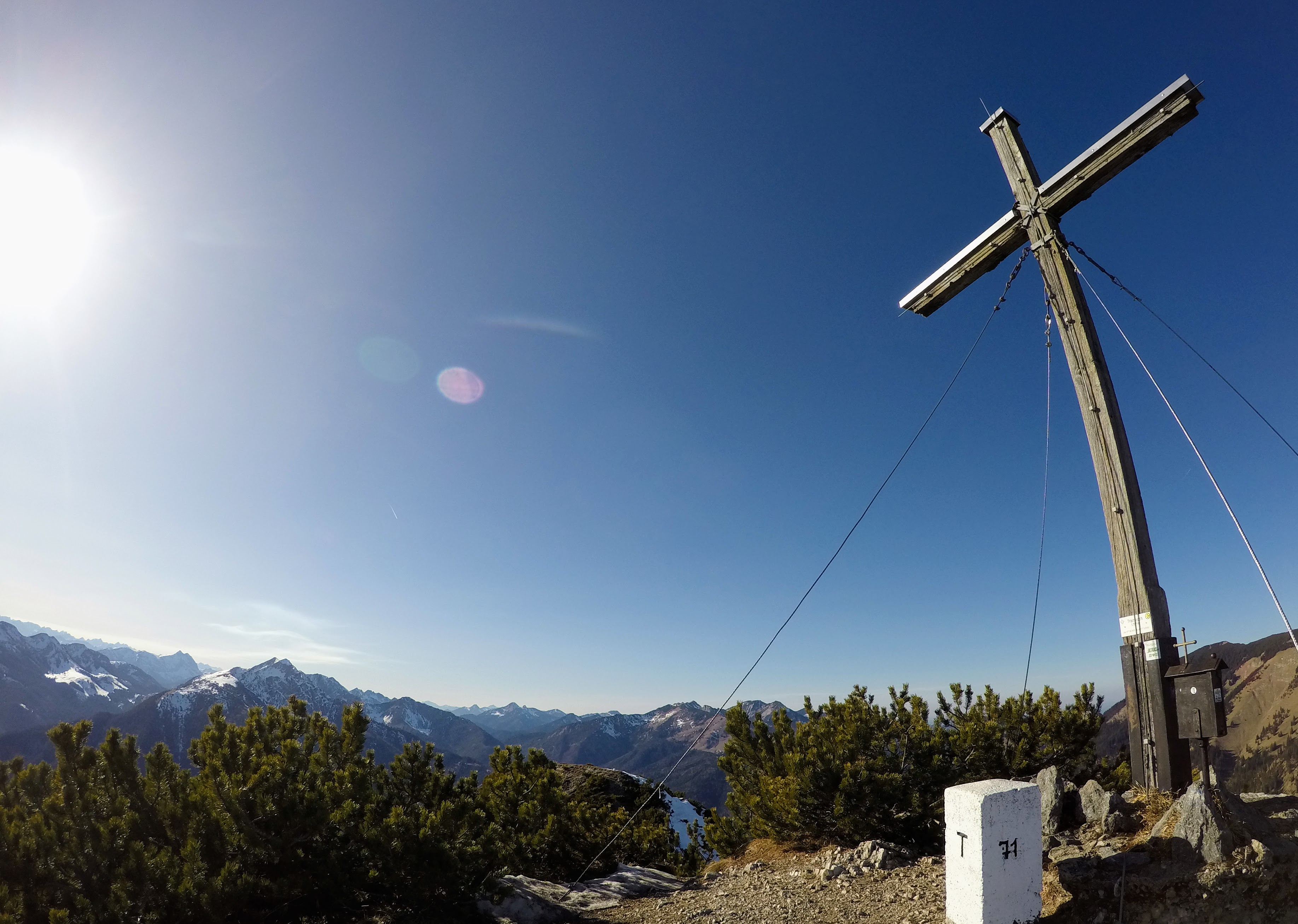
Trainsjoch, Gipfelkreuz
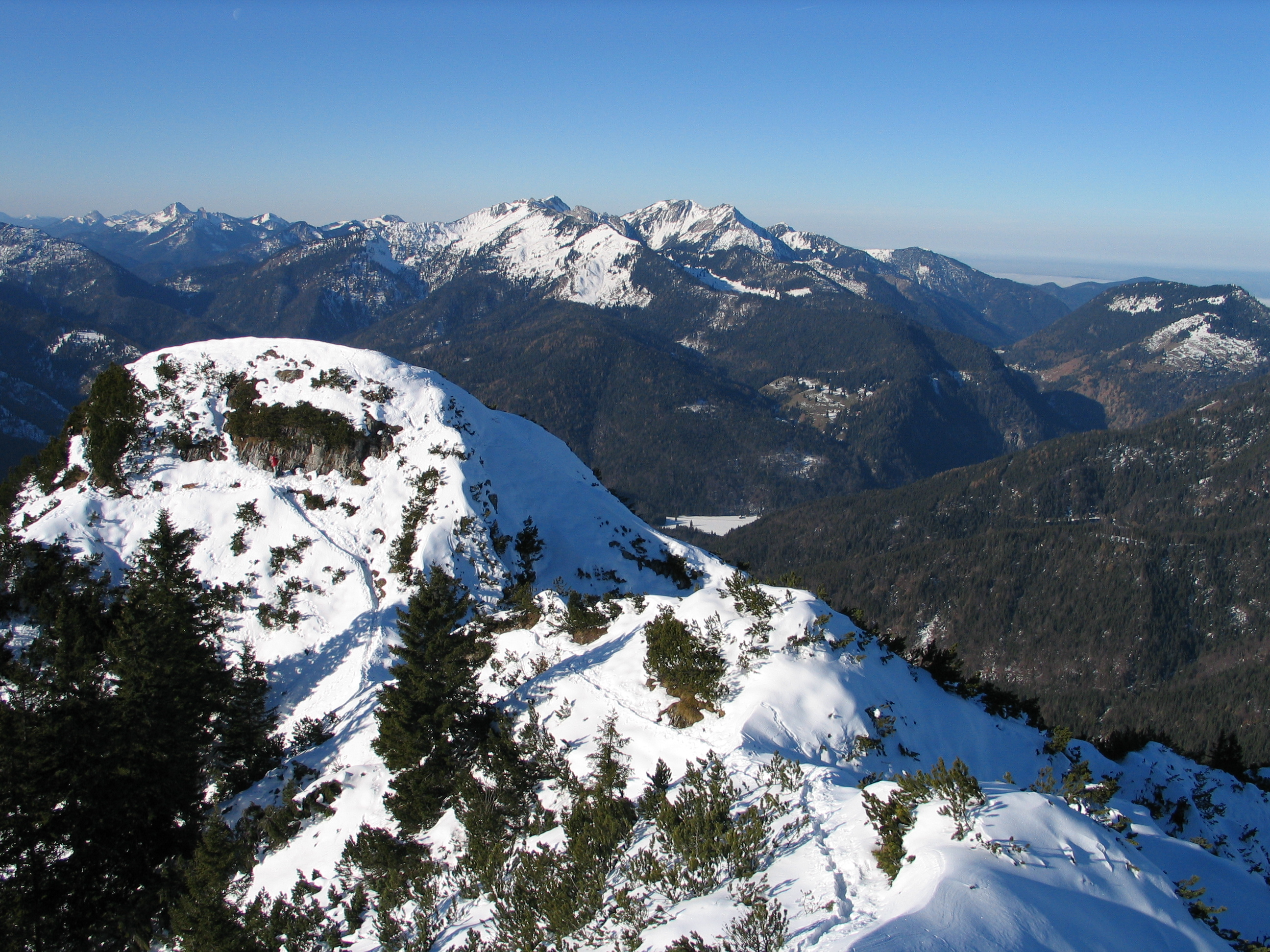
Vorgipfel des Trainsjochs im Winter, Rotwand und Hochmiesing im Hintergrund